# Мозес Кіптануї
Мозес Кіпкоре Кіптануї (англ. Moses Kipkore Kiptanui, 1 жовтня 1970) — кенійський легкоатлет. Срібний призер Олімпійських ігор 1996 року і триразовий чемпіон світу.

## Кар'єра
З'явився в професійному спорті в 1991 році, як відносно невідомий спортсмен. Виграв кілька Гран-Прі ІААФ у цьому сезоні. Він відзначив особливо вражаючу перемогу в Цюриху, де на останньому колі він впав, але все ж легко переміг. Він був відомий як дуже впевнений у собі і дещо зухвалий спортсмен, який тренувався самостійно і керувався власним переконанням.
Тому його перемога на чемпіонаті світу з легкої атлетики у Токіо 1991 року не стала несподіванкою. На превелике розчарування багатьох спостерігачів, він не був включений до складу кенійської команди на літніх Олімпійських іграх у Барселоні 1992 року бо не зміг пройти кваліфікацію у Кенії в Найробі.
Однак незабаром після Олімпіади встановив новий світовий рекорд на 3000 м у Кельні з часом 7:28.96 хв. А через три дні побив рекорд в бігу на 3000 метрів з перешкодами в Цюриху — 8:02.08. Наступного року легко захистив титул чемпіонату світу в Штутгарті.
У 1995 році побив світовий рекорд на 5000 м у Римі — 12:55,30 хв (8 червня). Після своєї третьої золотої медалі чемпіонату світу в Гетеборзі встановив новий рекорд в бігу на 3000 метрів з перешкодами у Цюриху з часом 7:59,18 хв (16 серпня), ставши першим чоловіком в історії, який коли-небудь вибіг з восьми хвилин на 3000-метровці.
На Олімпійських іграх 1996 року в Атланті чинний рекордсмен світу і чемпіон світу 1991, 1993 і 1995 років Кіптануї вважався безумовним фаворитом на дистанції 3000 метрів з перешкодами. Однак у фінальному забігу на самому фініші співвітчизник Мозеса 27-річний Джозеф Кетер зумів на 1,21 секунди випередити Кіптануї і сенсаційно завоював золото.
Наступного року, на чемпіонаті світу з легкої атлетики 1997 року в Афінах, не зміг завоювати свою четверту поспіль золоту медаль, але взяв срібну. Переможцем став Вілсон Кіпкетер, також з Кенії.

## Після кар'єри
Завершив кар'єру в 2000 році.
В даний час є тренером відомих бігунів - Семмі Кітвари і Езекіїля Кембоя.

## Сім'я
Мозес є двоюрідним братом Річарда Челімо і Ісмаеля Кіруї, а його молодший брат Філімон Тану вступив до Університету Вайомінгу.

## Титули і досягнення
1990 рік
Чемпіон Африки з легкої атлетики в Каїрі, Єгипет — 1500 м
Чемпіон світу серед юніорів ІААФ у Пловдиві, Болгарія — 1500 м
1991 рік
Чемпіон світу з легкої атлетики у Токіо, Японія — 3000 м з/п
Переможець Всеафриканських ігор в Каїрі, Єгипет — 3000 м з/п
1993 рік
Чемпіон світу з легкої атлетики у Штутгарті, Німеччина — 3000 м з/п
1994 рік
Чемпіон Ігор з доброї волі у Санкт-Петербурзі, РФ — 5000 м
1995 рік
Чемпіон світу з легкої атлетики у Гетеборзі, Швеція — 3000 м з/п
1996 рік
Срібний призер Літньої Олімпіади в Атланті, США — 3000 м з/п
1997 рік
Срібний призер Чемпіонату світу з легкої атлетики в Афінах, Греція — 3000 м з/п